# Нидеррид-бай-Кальнах
Нидеррид-бай-Кальнах (нем. Niederried bei Kallnach) — бывшая коммуна в Швейцарии, в кантоне Берн. С 1 января 2013 года вошла в состав коммуны Кальнах.
До 2009 года входила в состав округа Арберг, с 2010 года — в Зеланд. Население составляет 295 человек (на 31 декабря 2006 года). Официальный код — 0308.

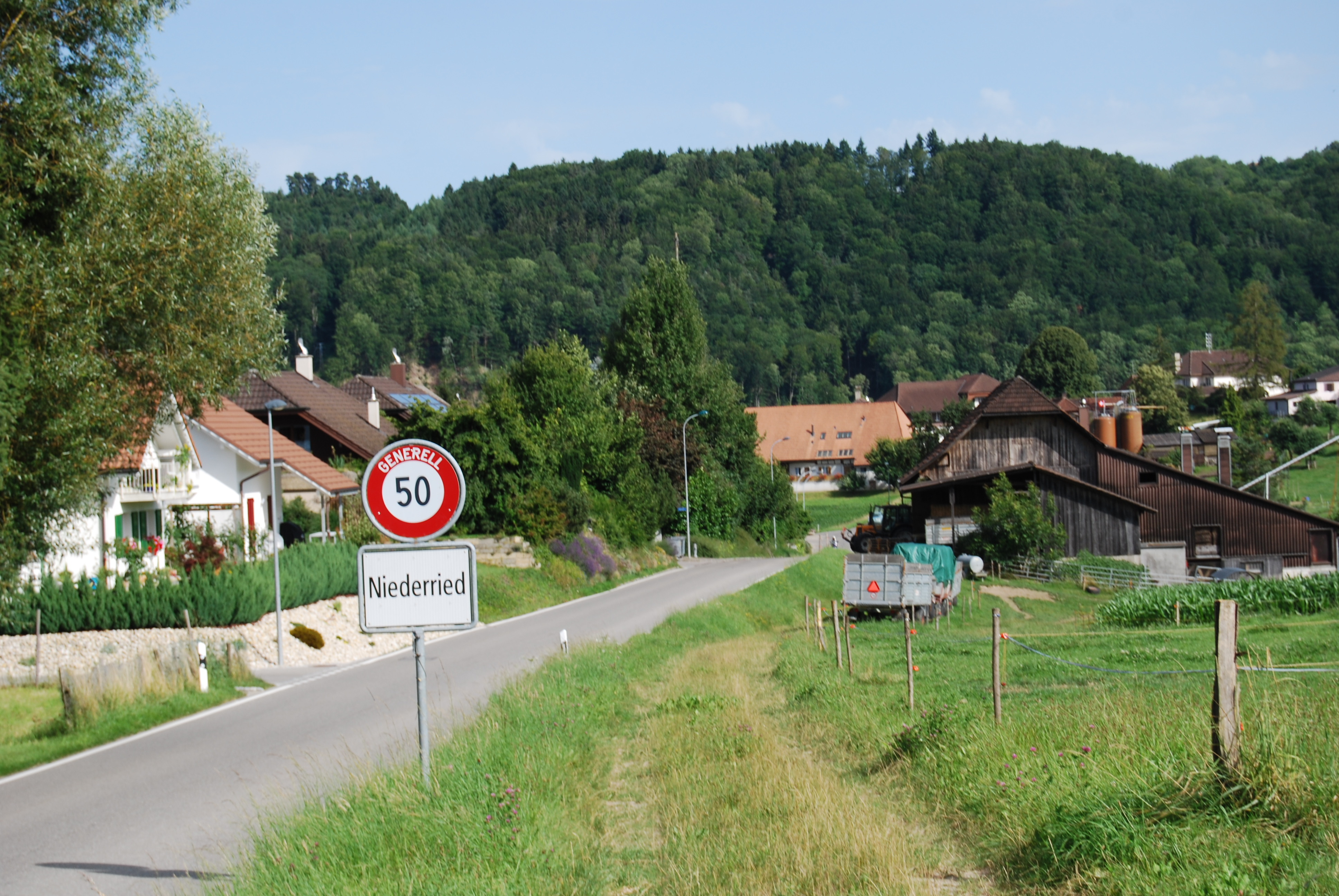
Нидеррид-бай-Кальнах